# Nin

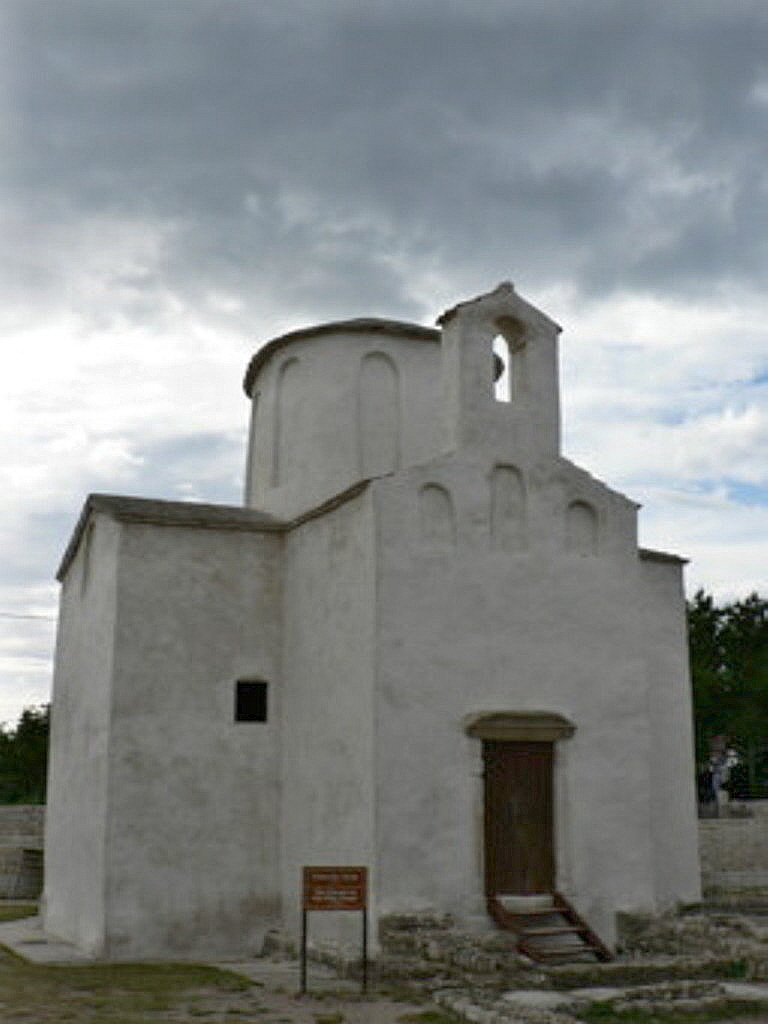
Kościół św. Krzyża w Ninie

Nin (wł. Nona, łac. Aenona lub Nona) – miasto w Chorwacji, w żupanii zadarskiej, siedziba miasta Nin. W 2011 roku liczył 1132 mieszkańców.

## Geografia fizyczna

### Położenie
Nin położony jest w północnej Dalmacji, ok. 14 km na północny zachód od Zadaru. W okolicy miasta rozciągają się piaszczyste laguny. Około 2 km na południe od Ninu znajdują się pokłady bogatych w minerały błot (peloidy), które stosowane już były w medycynie rzymskiej. Błota nińskie służą w leczeniu schorzeń reumatycznych oraz chorób skóry.

## Historia
Początki miasta sięgają IX w. p.n.e., kiedy to na terenach tych osiedliło się plemię Ilirów. Następnie miasto przeszło w ręce Rzymian, którzy zbudowali tu forum, amfiteatr oraz świątynię – wówczas największą na terenie Dalmacji.
W VII w. Nin wzięły szturmem połączone siły Słowian i Awarów, podczas którego miasto zostało doszczętnie zniszczone. Wśród sojuszników znajdowali się również Chorwaci, którzy wkrótce odbudowali Nin, stwarzając tu kluczowy ośrodek administracyjny i religijny nowo założonego państwa chorwackiego. Obok Biogradu i Klisu, Nin spełniał funkcję rezydencji królewskiej oraz ośrodka koronacyjnego królów Chorwacji. Z Ninem związani są następujący władcy: książę Wiszesław (785–802), książę Branimir (879–892), król Chorwacji Tomisław (925–928), król Piotr Krzesimir IV (1058–1075), król Dymitr Zwonimir (1075–1088).
Od połowy IX w. Nin stał się siedzibą pierwszego chorwackiego biskupstwa podlegającego najprawdopodobniej bezpośrednio papieżowi lub biskupowi Akwilei. Biskupi Ninu odgrywali ważną rolę w życiu politycznym państwa. Biskup Grzegorz z Ninu (900–929) miał zabiegać na synodach w Splicie w 925 r. i w 928 r. o formalne wprowadzenie języka chorwackiego i głagolicy do liturgii katolickiej, która wówczas prowadzona była głównie po łacinie.
W latach 1328–1358 Nin pozostawał pod protekcją Wenecji. Wraz ze sprzedażą Dalmacji Wenecjanom w 1409 r., Nin dostał się ponownie pod panowanie weneckie. W tym okresie miasto zostało dwukrotnie zniszczone, w 1571 r. oraz w 1646 r., kiedy to Wenecjanie poświęcili Nin w wojnie z Turkami, by skoncentrować swoje siły na obronie Zadaru. Doszczętnie zburzone pałac królewski i pałac biskupi, nigdy nie zostały odbudowane. Miasto utraciło swoją pozycję gospodarczą i polityczną.
Nin zyskał na znaczeniu gospodarczym po II wojnie światowej wraz z otwarciem zakładów produkcji soli oraz cegielni. Po 1969 r. nastąpił również rozwój usług turystycznych. W okresie Jugosławii Nin utracił status gminy, który odzyskał w 1993 r.

## Zabytki

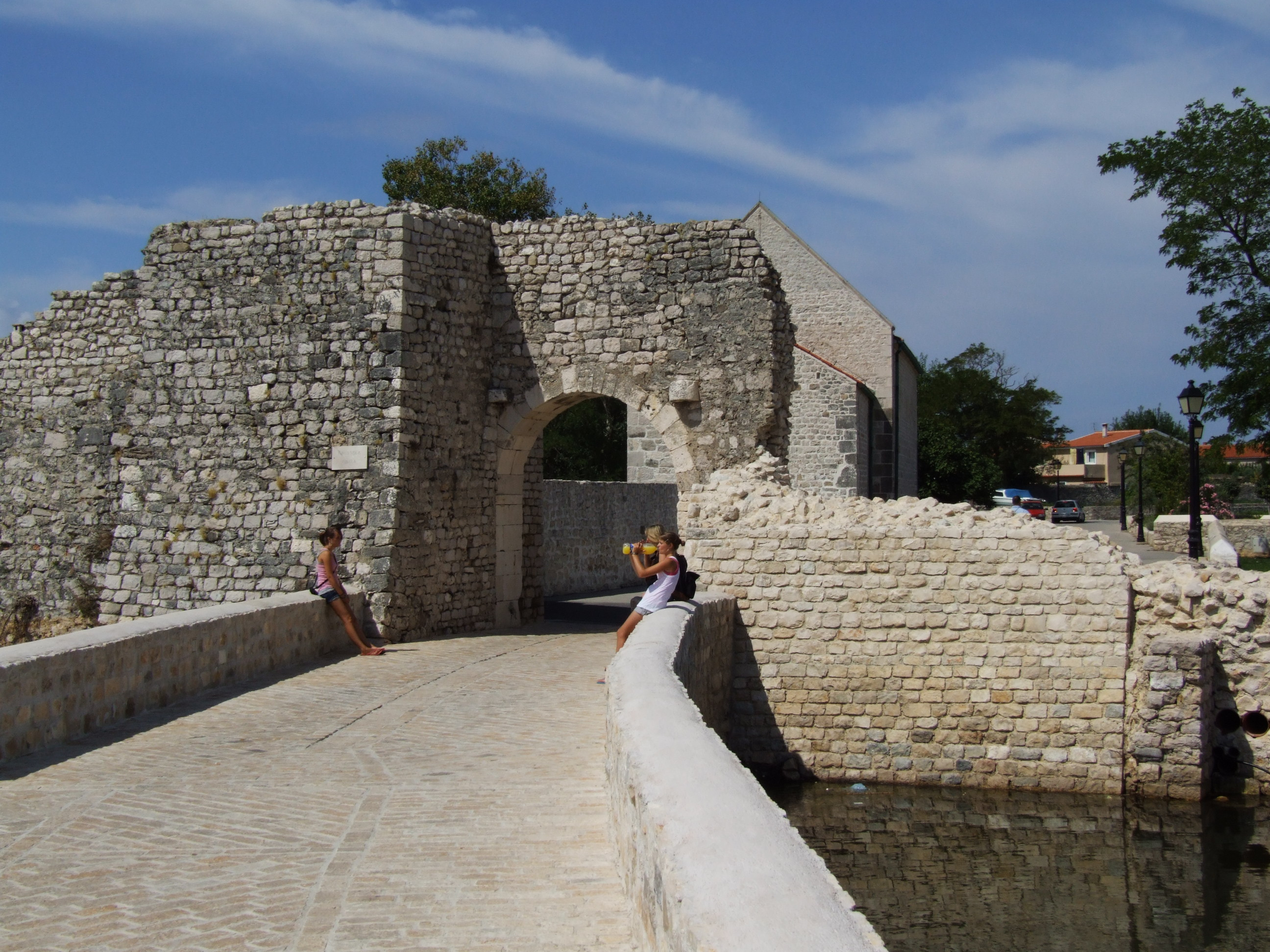
Gornja vrata

Stare miasto Ninu leży na niewielkiej wyspie (ok. 500 m średnicy) połączonej ze stałym lądem dwoma mostami: dolnym (chor. Donji niniski most) i górnym (chor. Gornji niniski most). Do miasta prowadzą dwie bramy: Brama Dolna (chor. Donja vrata) z XV-XVII w. oraz Brama Górna (chor. Gornja vrata) z XVI-XVIII w.
Główne obiekty historyczne Ninu:
- Kościół św. Krzyża (chor. crkva Sv. Križa) z IX w., uważany niegdyś za najmniejszą katedrę świata (40 m obwodu). Teraz nie jest katedrą.
- Kościół św. Anzelma, stojący w miejscu dawnej katedry romańskiej, po której zachowała się jedynie kaplica boczna, gdzie obecnie znajduje się skarbiec z ekspozycją średniowiecznych relikwiarzy
- Kościół św. Mikołaja (w Prahulje przy trasie Nin-Zadar) o nietypowej dla budowli sakralnych formie architektonicznej – jest to wieża z blankami na planie koniczyny, która w okresie wojen z Turkami pełniła funkcje obronne. Według legendy, w Ninie koronowanych było siedmiu królów Chorwacji, którzy po koronacji przyjeżdżali do kościoła św. Mikołaja, by ukazać się poddanym i wznieść swój miecz w kierunku czterech stron świata.

Liczne eksponaty archeologiczne, głównie z czasów rzymskich, prezentowane są w lokalnym Muzeum Archeologicznym.

## Nadajnik radiowy
W Grbe koło Ninu znajduje się najsilniejszy nadajnik radiowy chorwackiego radia (SV Zadar). Został uruchomiony w 1984 r. i wykorzystywał początkowo cztery maszty antenowe o wys. 132 m. Częstotliwość pracy radiostacji wynosiła 1134 KHz a moc nadawcza wynosiła 1200 kW. Nadajnik został zniszczony w 1991 r. w czasie wojny (1991-1995). W miejscu zniszczonego urządzenia postawiono nowy nadajnik o niższej mocy (600 kW).